# Huambo
O Huambo é uma cidade e município de Angola, a capital da província do Huambo.
Segundo as projeções populacionais de 2018, elaboradas pelo Instituto Nacional de Estatística, conta com uma população de 815 685 habitantes e área territorial de 2 609 km², sendo o mais populoso município da província, da região central de Angola e o sétimo mais populoso do país.
Teve a designação oficial de "Nova Lisboa" entre 1928 e 1975, quando rivalizava com Luanda pela predominância econômica regional, sendo inclusive a capital de jure (mas não de facto) angolana entre 1928 e 1950. Após ter grande parte de sua infraestrutura destruída pela guerra, pode recuperar-se economicamente após a paz, em 2002. 

## História
A história do Huambo está relacionada ao epílogo de um dos grandes reinos ovimbundos, o reino do Huambo, que foi derrotado por Portugal em 1903, durante a Segunda Guerra Luso-Ovimbundo. As antigas capitais do Reino do Huambo, as cidades de Caála e Lépi, ou haviam sido destruídas pela guerra ou abandonadas.

### Descoberta do Forte Cabral Moncada
Lépi — até então chamada ou de Huambo ou de vila Cabral Moncada —, a segunda e última capital do reino do Huambo, havia sido parcialmente destruída durante o final da Segunda Guerra Luso-Ovimbundo e, além disso, fora abandonada a partir de 1904. Anos mais tarde, as obras do Caminho de Ferro de Benguela aproximaram-se das ruínas de Caála e Lépi; esta ferrovia era concebida para drenar os minérios da rica região do Catanga para a costa do Oceano Atlântico. Em 1912, surgiu um acampamento operário sob liderança da empresa de engenharia Pauling & Co., estabelecendo-se nas proximidades do quilómetro 370, bem próximo às ruínas de Lépi. Nisto, começou a ser aí recebida correspondência, vindo do Reino Unido, endereçada a uma localidade denominada "Pauling Town - Angola". Os registros com o nome Wambo/Huambo haviam sido apagados, e não se tinha mais conhecimento do nome original do local.
O general José Norton de Matos, ao chegar a Luanda para ocupar o cargo de governador-geral da então colónia de Angola, teve conhecimento dessa ocorrência e procurou saber o antigo nome daquela povoação no centro angolano. Encontrou a referência ao Forte do Huambo-Cabral Moncada criado pela portaria nº 431, de 20 de setembro de 1903, por Cabral Moncada, para marcar o domínio português após a derrota do Reino do Huambo.[carece de fontes?] O forte estava abandonado e situava-se próximo do quilômetro 365, do lado esquerdo da linha, a cerca de 2 quilômetros desta, nas proximidades de onde atualmente encontra-se a vila de Lépi (que justamente teve seu nome alterado para vila Cabral Moncada nos momentos finais do reino do Huambo).

### Criação da localidade

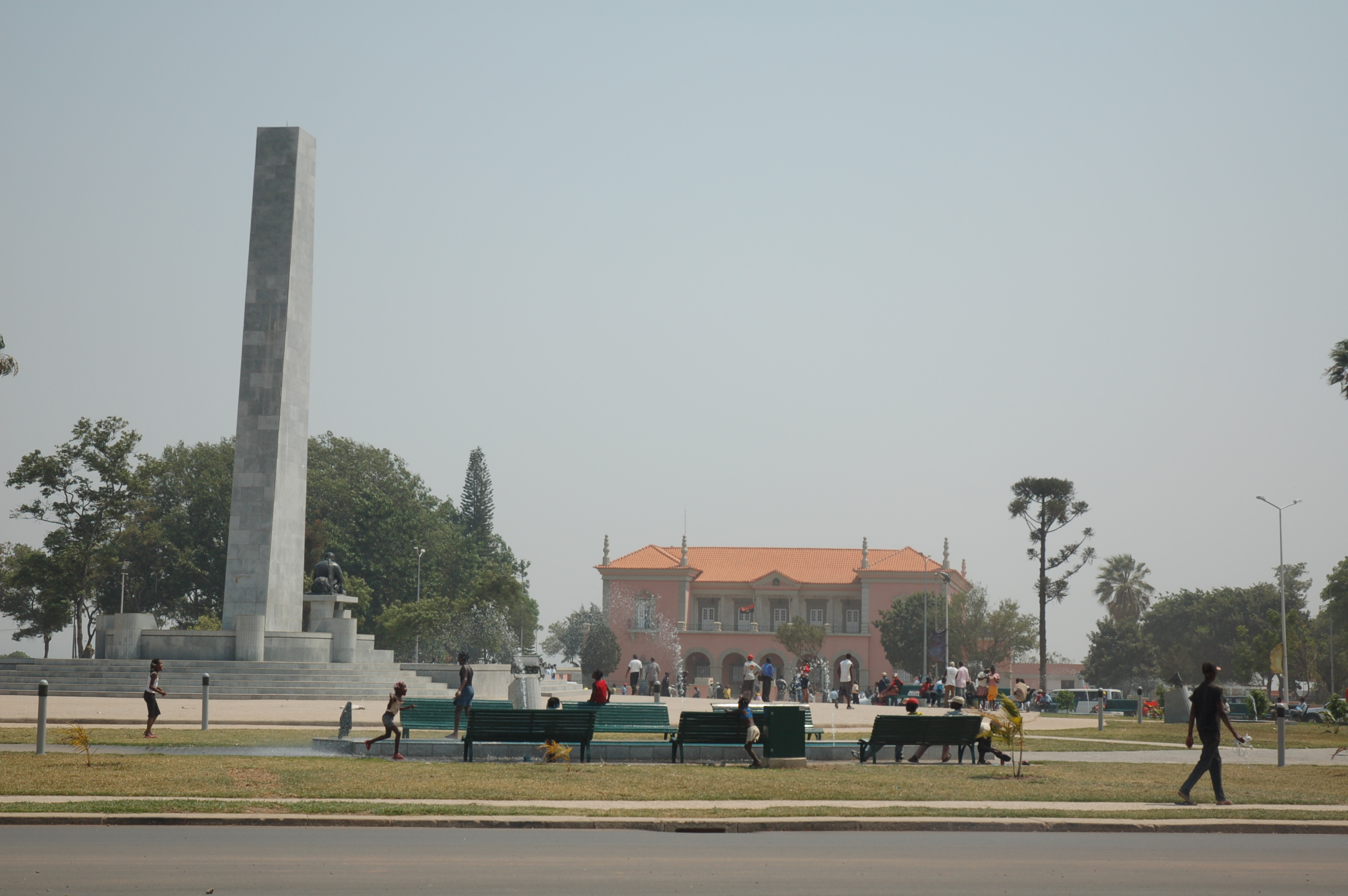
Praça Dr. Agostinho Neto, onde está a Rotunda Central e o obelisco; ao fundo o Palácio do Governador. Registro de 2007.

Por ordem do governo colonial a cidade-forte foi transferida do quilómetro 365 da ferrovia para um ponto mais destacado no quilómetro 423. O forte Huambo-Cabral Moncada foi reconstruído a 8 quilómetros da Estação Ferroviária do Huambo, recebendo do nome de Forte de Quissala.
Assim, a retomada e transferência do forte, no início de 1912, bem como a própria estação ferroviária, serviram como posição geográfica para o futuro centro político do planalto, a que deu o nome de Huambo, no quilômetro 423 do Caminho de Ferro de Benguela, por diploma legislativo de 8 de agosto de 1912. Logo a seguir à recriação da vila do Huambo, a portaria provincial nº 1086 de 21 de agosto de 1912, proibiu nela a construção de casas de adobe, pau-a-pique ou outros materiais semelhantes. Foi encomendado ao engenheiro Roma Machado a elaboração da primeira planta urbanística da localidade, separando as funções político‐administrativas na parte alta, e as económicas na zona da única estação.
Mas a proposta de construção de um centro urbanístico no planalto estava incluso num contexto maior, e não somente como parada ferroviária e base militar. Vislumbrava, antes de tudo, a criação de uma urbe sede de uma entidade administrativa para uma zona ainda muito instável e de clima hostil ao elemento colonizador. Assim, em 21 de setembro de 1912, Huambo já ascende à categoria de capital distrital (distrito do Huambo, que depois tornou-se província do Huambo), durante a cerimônia de inauguração da estação ferroviária.
Somente em 1921 é que o Huambo deixa a categoria de vila e passa a de cidade, que era o estatuto jurídico-administrativo mais adequado para capitais de distrito.
Em 1922, a cidade já possuía uma escola primária, que ainda atendia somente crianças brancas e mestiças, sem possibilidade de atendimento a crianças negras.
Também em 1922 um pequeno aeródromo é construído no Huambo, sendo utilizado como centro de aviação militar de Angola, que se tornaria uma característica marcante da cidade. Este aeródromo somente foi substituído em 1947, pelo Aeroporto Albano Machado.

### A era da Nova Lisboa

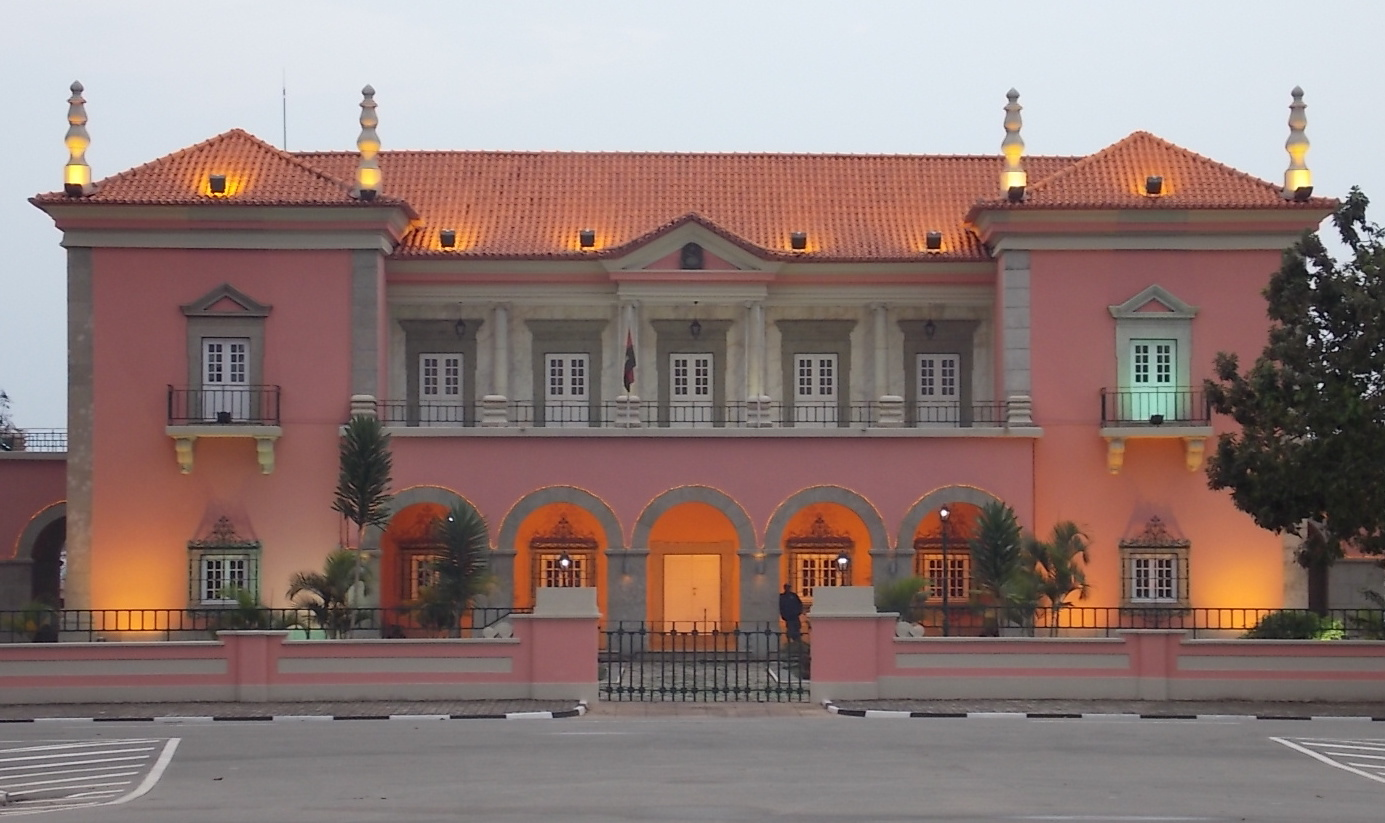
Palácio do Governador do Huambo, em 2012, um dos magníficos edifícios construídos na era áurea huambense.

Em 1 de setembro de 1928, o então governador Vicente Ferreira mudou-lhe o nome para "Nova Lisboa" e fez publicar em boletim oficial a designação da cidade como nova capital de Angola. Mesmo que nunca tenha tornado-se capital de facto, permaneceu como capital de jure de toda colónia até 1950.
Mesmo já capital distrital e capital de jure da colónia, a câmara municipal só foi formalmente instalada em 1933, em substituição a comissão urbana provisória que a administrava desde agosto de 1912, e; o foral só foi-lhe dado em 1948. Este período coincide com a instalação da rede eléctrica (1936), da água canalizada, da Associação Comercial e do Banco de Angola (durante a década de 1940).
Em 1942, ocorre a primeira emissão de radiodifusão na cidade, tornando-se a quinta cidade angolana a alcançar tal feito. No ano seguinte, em 27 de janeiro, era inaugurada a Rádio Clube de Nova Lisboa, a mais notável das emissoras rádio clube de Angola. A mesma emissora logrou o feito de lançar a era televisiva no país, em 1962, numa transmissão ao público na Feira de Nova Lisboa. A TV Nova Lisboa teve curta duração, porém reforçava a visão um período áureo da cidade.
Em 19 de outubro de 1946 foi aberto o Hospital de Nova Lisboa, que actualmente chama-se Hospital Regional do Huambo. Este somente viria ganhar edifício próprio em 1952. Até o final da década de 1960 ainda era um dos dois hospitais centrais-regionais da colónia (outro era o Hospital Dona Maria Pia de Luanda).
Em 1949 o Huambo passa a dispor de sua primeira instituição de ensino secundário-técnico, a Escola Industrial e Comercial Sarmento Rodrigues (actual Instituto Superior Politécnico do Huambo), seguida do Liceu Nacional Norton de Matos, em 1 de agosto de 1956 (o liceu actualmente denomina-se Escola Secundária Comandante Bula Matadi).
No final da década de 1940 a cidade ganharia um novo plano de urbanização extremamente arrojado, com logradouros amplos e grandes jardins, que lhe deu na década seguinte hotéis, livrarias, cinema, lojas e novos edifícios públicos, além de efetivamente iniciar o processo de industrialização local, com a montagem das oficinas do caminho de ferro.
Em 1966 inaugura-se o primeiro campus/polo universitário público huambense, ainda ligado a Universidade de Luanda. Este, em 1974, transforma-se em Universidade de Nova Lisboa (precursora da Universidade José Eduardo dos Santos, recriada em 2009). Cabe destacar que a primeira instituição de ensino superior da localidade foi o Seminário Maior Inter-diocesano de Cristo Rei, fundado em 18 de setembro de 1947.

### Huambo no processo de independência nacional

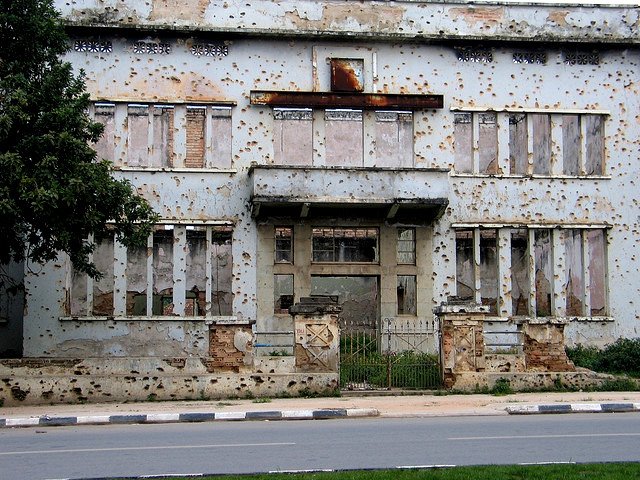
Edifício cravejado de balas, em 2008, resquício da Guerra Civil Angolana.

Em 5 de outubro de 1975, ocorreu um dos mais decisivos embates da Guerra de independência de Angola quando deu-se a Batalha do Huambo, em que as forças da África do Sul, cooperando com a UNITA, repeliram as forças do MPLA, fazendo-os recuar ao litoral, no bojo da Campanha para Conquista de Luanda.
Em 11 de novembro de 1975 foi proclamada pela UNITA na cidade a independência da "República Popular Democrática de Angola" (RPDA), com capitais em Huambo e Ambriz. Era um governo rival ao da República Popular de Angola, que havia sido proclamada independente pelo MPLA em Luanda. Três meses depois de proclamada, em 11 de fevereiro de 1976, a cidade do Huambo já estava sob ataque do MPLA, com apoio de tropas cubanas, com o governo da RPDA declarando-se em exílio. O Huambo deixava de ser capital.
A cidade foi local estratégico estando em disputa desde os primeiros momentos de independência angolana. Porém, um dos episódio mais sangrentos da Guerra Civil Angolana deu-se na famigerada Guerra dos 55 Dias, em 1993 (e suas consequências a partir de 1994), que fez muitos huambenses tornarem-se refugiados.
A guerra civil teve um efeito catastrófico sobre o Huambo, visto que destruiu quase que completamente suas estruturas, além de um custo humano incalculável, refletindo na perda da predominância política, econômica e social que mantinha sobre Angola até meados da década de 1970.

## Geografia
O município é limitado a norte pelo município do Bailundo, a leste pelo município de Chicala-Choloanga, a sul pelo município do Chipindo, e a oeste pelos municípios de Caála e Ecunha.
O município do Huambo é constituído pela comuna do Huambo (equivalente a própria cidade), e pelas comunas de Chipipa e Calima. A cidade agrega os importantes distritos urbanos de Quissala, Dango de Baixo, Chiva Bomba e Cruzeiro.
Forma com a cidade de Caála e com a cidade de Ecunha uma grande área conurbada, a virtual Região Metropolitana do Huambo, sendo o centro demográfico e econômico da área.

### Relevo
Localizado no Planalto Central de Angola, o município registra altitudes acima de 1774 metros.

### Hidrografia
O município é irrigado pelas águas do rio Cunene, e dos rios Culimala, Cuvo-Queve, Calongue, Cuando-Cunene e Chanhêua, sendo local de nascimento do último. Ao sul do território municipal há o represamento das águas do Cunene para formar a Central Hidroelétrica do Gove, muito embora a usina geradora fique no município vizinho de Caála. A única central hidroelétrica totalmente em território municipal é de Cruzeiro, que represa o rio Cuando-Cunene (ou Quando).

### Clima
Segundo a classificação climática de Köppen-Geiger predomina em Huambo o clima oceânico (Cwb). É caracterizado por verões húmidos e mornos, com noites amenas e dias relativamente quentes e invernos secos com dias amenos e noites relativamente frias. É a 3ª cidade mais fria de Angola, e a segunda capital mais fria do país, perdendo somente para Lubango que é um pouco mais alta que Huambo e está a 2º graus ao sul da mesma.

### Demografia
Embora a província seja de maioria ovimbunda, o Huambo é um município cosmopolita, que abriga povos das mais diversas origens e formações. A principal língua falada é o português.

## Política
Vislumbrando o fim da guerra e o afastamento dos conflitos da zona citadina, Huambo foi admitida como membro associado da União das Cidades Capitais de Língua Portuguesa (UCCLA), no ano de 2000.
Além disso, Huambo é geminada com as cidades de Amadora, Caldas da Rainha e Castelo Branco, em Portugal, e; com o município de Acevedo, na Venezuela.

## Economia

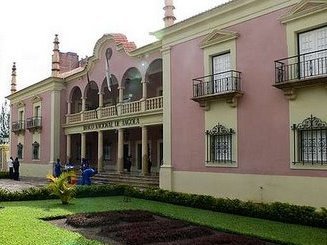
O edifício da agência do Huambo do Banco Nacional de Angola, em 2017.

Na pratica agrícola no território municipal ainda subsistem as culturas de café, trigo e massango cultivadas principalmente ao redor das vilas de Calenga, Gandavira, Chipipa e Calima. Os rios que cortam o território municipal são fontes de pesca segura e fazem movimentar uma importante economia popular, principalmente ao sul do município, onde há o lago da Central Hidroelétrica do Gove.
No setor industrial, Huambo possui um relevante parque metalomecânico, voltado fortemente para atender as demandas ferroviárias nacionais, bem como para a produção de vigas, chapas e outros materiais metálicos. Igualmente, há uma grande expressividade de indústrias alimentícias e de bebidas, além de importante segmento de produção de materiais de construção.
A economia da cidade do Huambo possui uma base no comércio e nos serviços, pautada principalmente em uma grande oferta de atividades do setor público, além de uma enorme oferta de serviços financeiros, que a tornam o grande referencial político-financeiro-econômico do centro angolano. O comércio de retalhos e venda por grosso huambense fornece produtos variados para todo o centro e leste da nação.

## Infraestrutura
Municipalidade mais bem estruturada da província, Huambo dispõe de uma gama de infraestruturas considerável comparada até mesmo a capital nacional, a cidade de Luanda.

### Abastecimento de água e saneamento básico
O abastecimento de água potável na cidade é assegurado pela Empresa de Águas e Saneamento do Huambo (EASH), que sustenta o sistema por captações subterrâneas e de rios, sendo a água bombeada por eletrobombas para os reservatórios. Cerca de 60% da cidade dispõe de abastecimento.
Huambo tem sido a primeira localidade angolana a investir em um sistema dinâmico de manutenção da rede de esgoto e de recolha dos resíduos sólidos, em busca de tornar-se a referência ecológica para a nação.

### Comunicações
Do ponto de vista de comunicação, os serviços disponíveis são os telefónicos — telefonia fixa e móvel — ofertados pelas operadoras Angola Telecom, Movicel e Unitel; serviços de rádio com frequência da Rádio Huambo (retransmissora da Rádio Nacional de Angola), da Rádio Ecclesia e da Rádio Mais; televisivo, com repetidores da Televisão Pública de Angola e da TV Zimbo; Correios de Angola, com serviços de correio e telégrafo, e; serviço de internet disponível pelas operadoras ZAP e Multitel. Nas mídias impressas, ainda há o tradicional Jornal de Angola e o Jornal Planalto.

### Energia eléctrica
O fornecimento de energia eléctrica na cidade é garantido pela Central Hidroelétrica do Gove e pela Central Hidroelétrica do Cruzeiro; a eletricidade é distribuída a nível residencial e comercial pela Empresa Nacional de Distribuição de Electricidade (ENDE).

### Educação e ciência

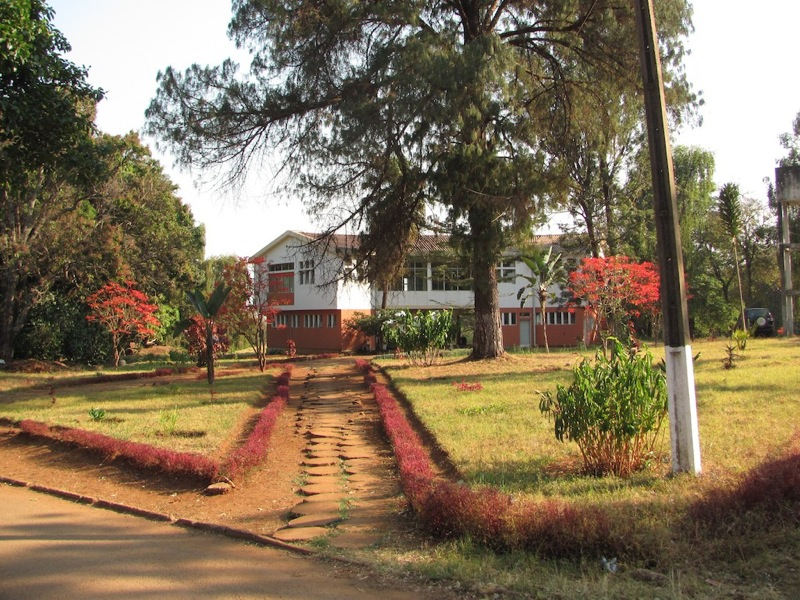
Estação de investigação do Instituto de Investigação Agronómica, em 2011.

Huambo é sede de duas instituições públicas de ensino superior, sendo a Universidade José Eduardo dos Santos e o Instituto Superior de Ciências da Educação do Huambo. Existe também as sedes do Instituto de Investigação Veterinária (IIV) e do Instituto de Investigação Agronómica (IIA), vocacionados somente à pesquisa e extensão.

### Saúde
No âmbito da saúde, a cidade dispõe dos centros de referência Hospital Regional-Central do Huambo, Hospital do Caminho de Ferro de Benguela, Hospital Militar do Huambo e Hospital Municipal do Huambo, além de diversas clínicas e centros de saúde.

### Segurança
O sistema de segurança pública do Huambo é garantido por batalhões da Polícia Provincial do Huambo e da Polícia Militar das Forças Armadas Angolanas, por um destacamento permanente da Polícia Nacional e por um quartel do Serviço de Protecção Civil e Bombeiros.
Embora não tenha papel de força de segurança pública convencional, na cidade está a sede da Região Militar Centro, que congrega a Base Aérea de Huambo da Força Aérea Nacional de Angola, onde está estacionado 22º Regimento de Helicópteros de Combate (3º e 4º Esquadrão de Helicópteros), e um batalhão do Exército Nacional de Angola.

### Transportes
A principal via de acesso ao Huambo é a rodovia EN-120 (Rodovia Transafricana 3), que a liga a Caála e a Caconda, ao sul, e ao Alto–Hama, ao norte. Existe também a rodovia EN-260, que liga a cidade do Huambo a Ganda, no oeste, e à Cachiungo à leste. Além dessas há a EC-345 (Huambo-Ecunha) e a EN-358, que a liga ao sul da província.
A cidade também é atravessada pelo Caminho de Ferro de Benguela, que liga ao Porto do Lobito e ao Cuíto.
Huambo ainda é servida pelo Aeroporto Albano Machado.

## Cultura e lazer

### Cultura
Uma das principais manifestações culturais-religiosas do Huambo é a Procissão do Santíssimo Corpo e Sangue de Jesus Cristo, realizada anualmente nos meses de maio e junho. É promovida pela Arquidiocese do Huambo.
Outra manifestação popular relevante é o carnaval do Huambo. A festa ocorre com o desfile competitivo dos grupos carnavalescos, além das festividades de rua do mesmo tipo.
No campo literário o Huambo é a inspiração de diversos autores, entre eles Gugu Sapengo, José Eduardo Agualusa e Manuel Rui, e; no campo musical de Ruy Mingas.

### Lazer
Um dos principais pontos de interesse histórico da cidade encontra-se nas ruínas Forte da Embala da Quissala, antiga fortificação militar colonial, localizado a 8 km do centro huambense. Outros monumentos importantes são a Sé Catedral de Nossa Senhora da Conceição, o Palácio do Governador, o Edifício do Banco Nacional de Angola, o Edifício dos Correios, a Praça Dr. Agostinho Neto (Rotunda Central e Obelisco) e o Jardim da Cultura.

#### Desportos
A mais popular prática desportiva da localidade é o futebol, concentrando tradicionais equipas futebolísticas como o Atlético Petróleos do Huambo, o JGM-Académica Sport Clube do Huambo, o Sport Huambo e Benfica e o Clube Desportivo Ferroviário do Huambo. Dentre os estádios, o principal é o Estádio dos Curicutelas (ou da Ferrovia).
Além do futebol, a Associação de Desporto Motorizado na província do Huambo, realiza anulamente na cidade o Grande Prémio "Huambo Cidade Vida", que têm competições de motociclismo e automobilismo.